# Кызласова, Ирина Леонидовна
Ири́на Леони́довна Кызла́сова (род. 28 августа 1951, Москва) — советский и российский искусствовед, историк искусства. Кандидат искусствоведения, доктор исторических наук, профессор.

## Биография
Родилась в семье профессора кафедры археологии МГУ им. Ломоносова Л. Р. Кызласова. Брат — И. Л. Кызласов.
В 1974 году с отличием окончила исторический факультет МГУ по кафедре Русского и советского искусства, в 1977 году — аспирантуру там же под руководством профессора М. А. Ильина.
В 1978—2008 годах работала в Государственном историческом музее научным сотрудником и хранителем в отделах изобразительных материалов, древнерусской живописи и научно-методическом. В 2006—2011 гг. читала курс «История искусства», в Московском государственном горном университете (сегодня — Горный институт НИТУ «МИСиС»), а также работала консультантом в ВХНРЦ им. И. Э. Грабаря.

## Научная деятельность
В 1978 году защитила кандидатскую диссертацию «История изучения византийского и древнерусского искусства в России: Ф. И. Буслаев и Н. П. Кондаков (методы, идеи, теории)», в 1999 году — докторскую диссертацию «История отечественной науки об искусстве Византии и Древней Руси. 1920—1930 годы. По материалам архивов».
С 2008 года — профессор по кафедре «Философия и культурология».
Основные направления исследований:
- изучение памятников византийского и древнерусского искусства, главным образом иконописи,
- охрана памятников культуры и искусства,
- история реставрации,
- проблемы атрибуции; специально занималась историей подделок икон в России, является знатоком старых русских коллекций и экспертом по поствизантийской живописи Греции.

Автор основанных на архивных материалах работ о выдающихся деятелях отечественной культуры: Ф. И. Буслаеве, Н. П. Кондакове, А. И. Кирпичникове, В. Н. Щепкине,А. И. Анисимове, Н. П. Сычёве, И. Э. Грабаре, А. И. Некрасове, Д. К. Треневе, Г. О. Чирикове, П. И. Юкине, Н. Н. Померанцеве, П. А. Флоренском, Ю. А. Олсуфьеве, П. И. Нерадовском, Е. И. Силине, Е. А. Некрасовой, и др.
Участвовала в Международных конгрессах византинистов (Москва, 1991; Копенгаген, 1996; Париж, 2000; Лондон, 2006) и симпозиумах в Европе (Прага, 1995; Фессалоники, 1996; Лозанна, 2009), в работе конференций в России.
Впервые ввела в научный оборот многие ранее не публиковавшиеся архивные материалы, посвящённые проблемам византийского и древнерусского художественного наследия.
Автор более 150 научных трудов по истории искусства и отечественной науки, в том числе монографий, альбомов, каталогов икон, научных статей, учебных пособий. Работы опубликованы на русском, английском, немецком, французском, итальянском, греческом, венгерском и японском языках.

## Основные работы
Источник — Электронные каталоги РНБ
- Кызласова И. Л. Александр Иванович Анисимов (1877-1937). — М.: Изд-во Моск. гос. горн. ун-та, 2000. — 89 с. — (Из истории исследования художественной культуры Византии и Древней Руси ; Вып. 1). — 500 экз. — ISBN 5-7418-0156-0.
- Кызласова И. Л. Древнерусские страницы в книге жизни Петра Нерадовского : из истории отечественной реставрации и музейного дела. — СПб.: Нестор-История, 2012. — 236 с. — 300 экз. — ISBN 978-5-90598-620-8.
- Кызласова К. Л. Из творческого наследия Ю. А. Олсуфьева: к публикации рукописи по обследованию средневековых росписей в 1931 г. // Новгородский архивный вестн. — № 10. — С. 122—128.[2]
- Кызласова И. Л. История изучения византийского и древнерусского искусства в России : (Ф. И. Буслаев, Н. П. Кондаков: методы, идеи, теории. — М.: Изд-во МГУ, 1985. — 183 с. — 5000 экз.
- Кызласова И. Л. История отечественной науки об искусстве Византии и Древней Руси. 1920-1930 годы : По материалам арх.. — М.: Изд-во Акад. горных наук, 2000. — 437 с. — 500 экз. — ISBN 5-7892-0055-9.
- Кызласова И. Л. История отечественной науки об искусстве Византии и Древней Руси (1920 - 1930-е годы). По материалам архивов : Автореф. дис. ... д-ра ист. наук. — СПб., 1999. — 36 с.
- Кызласова И. Л. О П. Б. Юргенсоне (1903—1971) византинисте и зоологе // Юргенсон П. Б. Моя жизнь. — М.: Композитор, 2012. — 160 с.[3] — ISBN 978-5-4254-0047-5
- Кызласова И. Л. Становление и развитие иконографического метода в трудах Ф. И. Буслаева и Н. П. Кондакова : Автореф. дис. … канд. искусствоведения. — М.: Изд-во Моск. ун-та, 1978. — 20 с.
- Мир Кондакова : Публикации. Статьи. Каталог выставки / Сост.: И. Л. Кызласова. — М.: Рус. путь, 2004. — 390 с. — 2000 экз. — ISBN 5-85887-146-1.
- Русская икона XIV-XVI веков : [Альбом : Гос. ист. музей, Москва] / Авт.-сост. И. Л. Кызласова. — Л.: Аврора, 1988. — 80 с. — 10 000 экз. — ISBN 5-7300-0023-5. — первая обширная публикация собрания икон ГИМ; альбом вышел двумя изданиями на русском, трёх европейских и японском языках.
- Кызласова И. Л. Николай Петрович Сычев (1883—1964). — М.: Сканрус, 2006. — 328 с. — 500 экз. — ISBN 5-93221-093-1
- Некрасов А.И.: Теория архитектуры / Сост.: В. В. Кириллов, И. Л. Кызласова. — М.: Стройиздат, 1994. — 480 с. — 1000 экз. — ISBN 5-274-01219-1.
- Кондаков Н.П.: Воспоминания и думы / Сост.: И. Л. Кызласова. — М.: Индрик, 2002. — 416 с. — 2500 экз. — ISBN 8-85759-163-5.
- Академик Н. П. Кондаков: поиски и свершения. СПб., 2018. — М.: Алетейя, 2018. — 582 с. — (Серия «Новая Византийская библиотека. Исследования»). — ISBN 978-5-906910-20-2.